# Ли Фэй
Ли Фэй (кит. 黎斐; род. 17 февраля 1983, Ухань) — китайский футболист.

## Карьера
В 17 лет Ли Фэй стал игроком молодёжного состава футбольной команды Шэньчжэнь. В сезоне 2002 года получил возможность выступать в основной команде. Несмотря на то, что он был в команде, которая завоевала титул чемпиона Суперлиги в 2004 году, однако шан появиться на поле представлялся ему нечасто. В сезоне 2005 года с приходом в команду нового главного тренера Чи Шанбиня Ли стал игроком основного состава. К сожалению, становление Ли как игрока полузащиты пришлось на трудный период в жизни коллектива, многие ведущие игроки были проданы, однако он сам остался в команде. В 2007 году впервые на него обратили внимание скауты, представляющие клуб «Ухань Гуангу», однако переход не состоялся. Следующая возможность перехода появилась в 2009, когда Ли попросил повышения зарплаты не только для себя, но и для нескольких ведущих игроков. В результате стороны пришли к обоюдному согласию, а Ли стал капитаном команды.

## Достижения
«Шэньчжэнь Руби»
- Чемпион Китая: 2004

## Клубная статистика
Последнее обновление: май 2010
| Сезон | Клуб                      | Страна | Дивизион | Игры | Голы |
| ----- | ------------------------- | ------ | -------- | ---- | ---- |
| 2002  | Шэньчжэнь Пинань Иншурэнс | Китай  | 1        | 4    | 0    |
| 2003  | Шэньчжэнь Цзяньлибао      | Китай  | 1        | 3    | 0    |
| 2004  | Шэньчжэнь Цзяньлибао      | Китай  | 1        | 3    | 0    |
| 2005  | Шэньчжэнь Цзяньлибао      | Китай  | 1        | 16   | 1    |
| 2006  | Шэньчжэнь Кингвэй         | Китай  | 1        | 16   | 2    |
| 2007  | Шэньчжэнь Шанцинин        | Китай  | 1        | 24   | 3    |
| 2008  | Шэньчжэнь Шанцинин        | Китай  | 1        | 20   | 0    |
| 2009  | ФК Шэньчжэнь Азия Трэвэл  | Китай  | 1        | 26   | 1    |
| 2010  | Шэньчжэнь Руби            | Китай  | 1        | 11   | 1    |